# 同步屏障
同步屏障(Barrier)是并行计算中的一种同步方法。对于一群进程或线程，程序中的一个同步屏障意味着任何线程/进程执行到此后必须等待，直到所有线程/进程都到达此点才可继续执行下文。 
许多基于指示的并行机制(如OpenMP）实现了隐式的同步屏障。消息传递机制中，任何全局通信都是一个同步屏障。  
pthread提供了直接实现同步屏障的函数。